# Казони ди Сант'Албино (Павија)
Казони ди Сант'Албино је насеље у Италији у округу Павија, региону Ломбардија.
Према процени из 2011. у насељу је живело 200 становника. Насеље се налази на надморској висини од 104 м.